# 巴拿馬板塊

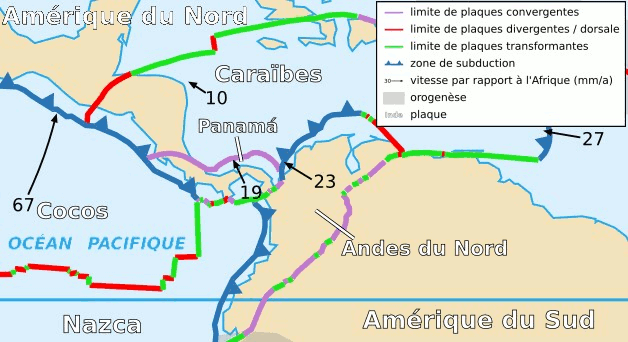
巴拿馬板塊和鄰近板塊

巴拿馬板塊（Panama Plate）是中美洲的小型板塊，位於科科斯板塊和納斯卡板塊以北、加勒比板塊以南，包括巴拿馬和哥斯達黎加，其大部分邊緣是聚合板塊邊緣，西面是隱沒帶。